# 皮利尼 (诺格拉德州)
皮利尼，是匈牙利诺格拉德州所辖的一个村。总面积16.04平方公里，总人口586，人口密度36.5人/平方公里（2011年1月1日）。